# Khaled al-Tuwayjiri
Khāled al-Tuwayjirī (خالد التويجري; al-Majmaʿa, 28 luglio 1960) è un politico e funzionario saudita, già Segretario generale della Corte Reale dell'Arabia Saudita durante il regno di re ʿAbd Allāh, è stato il più alto funzionario non principe nel paese fino alla sua estromissione da parte di re Salmān nel gennaio 2015. La posizione era equivalente a quella di primo ministro della nazione.
Inoltre era comandante della Guardia Reale, segretario del Consiglio di Fedeltà e segretario privato e consigliere speciale di re Abd Allah.

## Biografia
Khāled al-Tuwayjirī è nato ad al-Majmaʿa nel 1960 e ha studiato legge all'Università Re Sa'ud; ha poi conseguito un master in scienze politiche negli Stati Uniti e un altro in diritto penale islamico in patria. Oltre a politico è anche scrittore e poeta.
Ha iniziato a lavorare nel servizio civile nel 1995 e ha tenuto diverse posizioni fino a diventare Capo della Corte del Principe ereditario, sostituendo suo padre, ʿAbd al-ʿAzīz al-Tuwayjirī (di cui è figlio unico), nei primi mesi del 2005. Dopo la sua ascesa al trono, re ʿAbd Allāh lo ha nominato Segretario Generale della Corte Reale il 9 ottobre 2005, in sostituzione di un altro cittadino comune, Muhammad b. ʿAbd Allāh al-Nuwayṣir. Nel 2011, ha cementato ulteriormente il suo potere, sostituendo il principe ʿAbd al-ʿAzīz b. Fahd come capo del Tribunale dei Ministri. Come segretario generale, ha avuto voce in capitolo personale di tutte le posizioni tenute della monarchia. Nel corso del tempo, è diventato anche Capo della Guardia Reale ed ha ottenuto ulteriori ruoli a corte, tra cui quelli di comandante della guardia reale e segretario personale del sovrano.
Al momento della morte del re, al-Tuwayjirī era profondamente impopolare con i principi di alto livello, che lo hanno descritto come il "polpo", il "capo della corruzione", "la scatola nera" e il "patron dei laici". È stato anche accusato di cercare di "distruggere il Paese e di far estromettere la famiglia reale". In realtà, il principe Mishʿal, fratellastro minore del re, lo ha soprannominato "Re Khāled" a causa della sua influenza nella Corte Reale.
Al-Tuwaijrī è stato anche denunciato come leader del "progetto occidentalizzazione" dell'Arabia Saudita, ed è stato accusato di aver fatto da "scudo" al re, impedendo alla maggior parte dei membri della famiglia reale di incontrarlo personalmente.
Diversi media hanno riferito della scomparsa di al-Tuwayjirī appena dopo la morte di re ʿAbd Allāh e molti hanno creduto che con la sua rimozione era la palese sconfitta della fazione liberale guidata dal defunto re e da suo figlio Mutʿib, Ministro della Guardia Nazionale e candidato per il titolo di Vice Principe della Corona.
Da allora è stato riferito che al-Tuwayjirī era stato posto agli arresti domiciliari ed è sotto inchiesta per una serie di reati.
Il 4 novembre 2017 re Salman ha costituito una commissione anti-corruzione guidata dal principe ereditario Mohammad bin Salman. Poche ore dopo la commissione ha ordinato l'arresto di undici principi e trentotto ex ministri. Khaled al-Tuwayjiri è stato arrestato con l'accusa di corruzione.
È sposato e ha un figlio, Abd Allah, e quattro figlie.